# Clã Kamo
O clã Kamo (賀茂氏, Kamo-shi) foi uma família de sacerdotes do Japão com suas raízes em um santuário do Período Yayoi a nordeste de Kyoto.  O clã adquiriu proeminência durante os períodos Asuka e Heian quando os Kamo eram identificados como os fundadores do Santuário Kamo no século VII.

## Santuário Kamo
O nome do Santuário Kamo se refere aos primeiros habitantes da sua área, sendo que muitos continuaram a viver no entorno do santuário.  Os nomes formais jinja relembram raízes vitais do clã numa História anterior à fundação da antiga capital do Japão.
O Santuário Kamo compreende os hoje independentes mas tradicionalmente relacionados jinja ou santuários—o Santuário Kamo-wakeikazuchi (賀茂別雷神社, Kamo-wakeikazuchi jinja) no distrito de Kita em Kyoto; e o "Santuário Kamo-mioya'" (賀茂御祖神社, Kamo-mioya jinja) no distrito de Sakyo. O termo jinja identifica os diversos kami ou divindades veneradas; e o nome também se refere às matas próximas ao santuário.

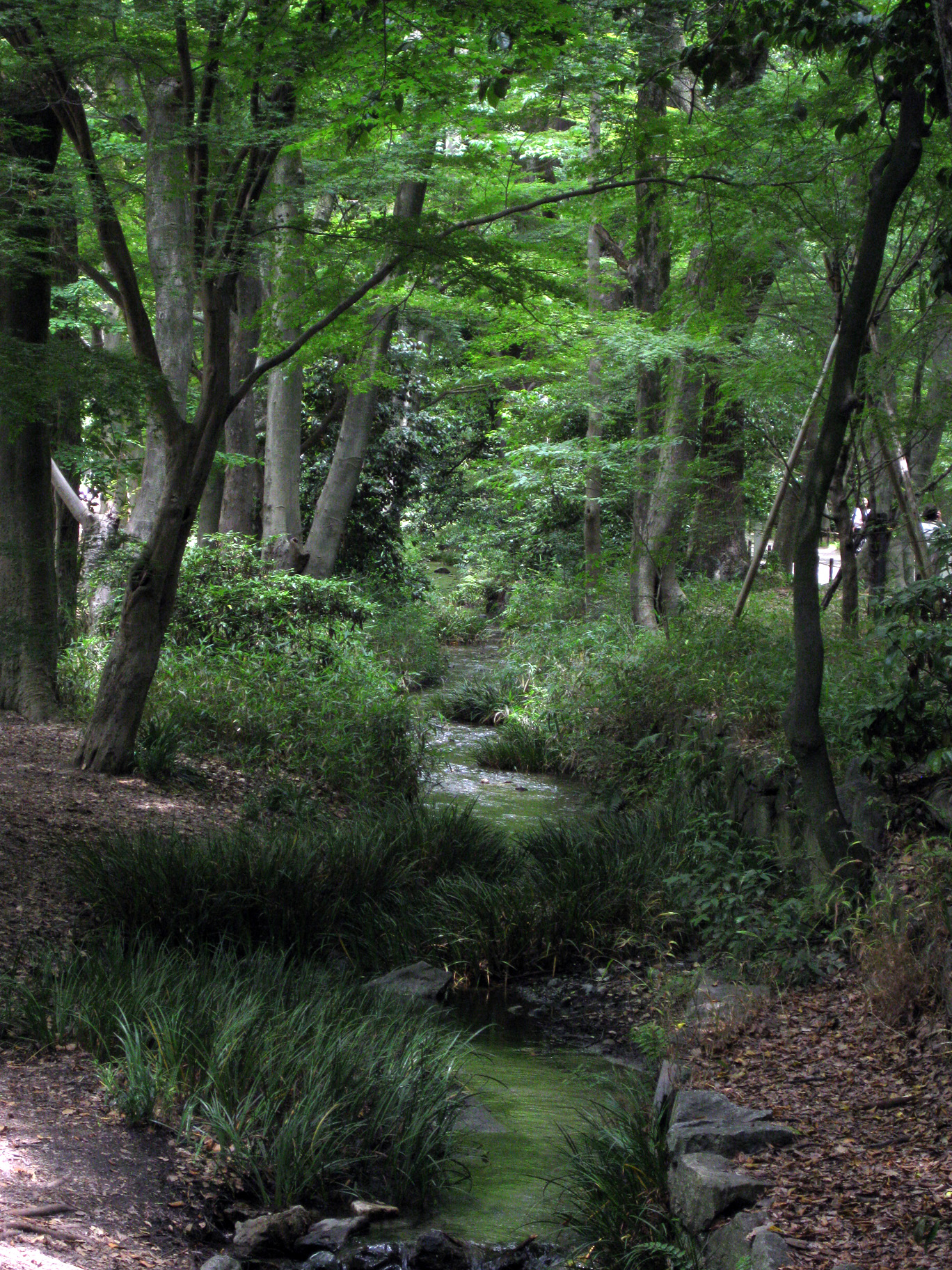
A wild vist unfolds at Tadasu no Mori.

Apesar de hoje estar incorporada às bordas da cidade, a localização antes era Tadasu no Mori (糺の森), a floresta onde viviam os administradores do templo desde tempos remotos.

## Membros notáveis do clã
- Kamo no Chōmei (1155–1216)
- Kamo no Mabuchi (1697-1769)

Apesar de Tokugawa Ieyasu nunca ter usado o sobrenome Matsudaira antes de 1566, sua ascensão a xogun esteve contingente à sua lealdade ao clã Matsudaira e uma ligação com os Seiwa Genji. Estudos atuais revelaram que a genealogia atribuída ao imperador continha informações falsas; entretanto, uma vez que os Matsudaira usavam o mesmo símbolo do clã Kamo, os estudiosos afirmam que ele realmente descendia do clã Kamo."

## Nota
1. ↑  Breen, John and Mark Teeuwen. (2000). Shinto in History: Ways of the Kami, p. 86.
2. ↑  Shimogamo-jinja web site: history.
3. ↑  Nussbaum, Louis-Frédéric et al. (2002). Japan Encyclopedia, p. 586.
4. ↑  Nelson, John K. (2000). Enduring Identities: The Guise of Shinto in Contemporary Japan, pp. 92-99.
5. ↑  Miyazaki, Makoto. "Lens on Japan: Defending Heiankyo from Demons," Daily Yomiuri. December 20, 2005.
6. ↑  Kamigamo-jinja web site: about the shrine Arquivado em 21 de fevereiro de  2009, no Wayback Machine..
7. ↑  Terry, Philip. (1914). Terry's Japanese empire, p. 479.
8. ↑  Nelson, p.  pp. 67-69.
9. ↑  Nussbaum, Japan Encyclopedia, p. 34.
10. ↑  Plutschow, Herbert. (1995). "Japan's Name Culture: The Significance of Names in a Religious, Political and Social Context, p. 158.